# Karl von Oeynhausen

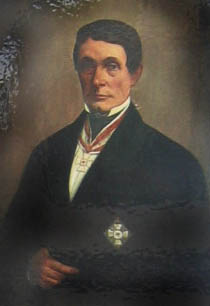
Karl Freiherr von Oeynhausen mit Kreuz und Stern des Roten Adlerordens

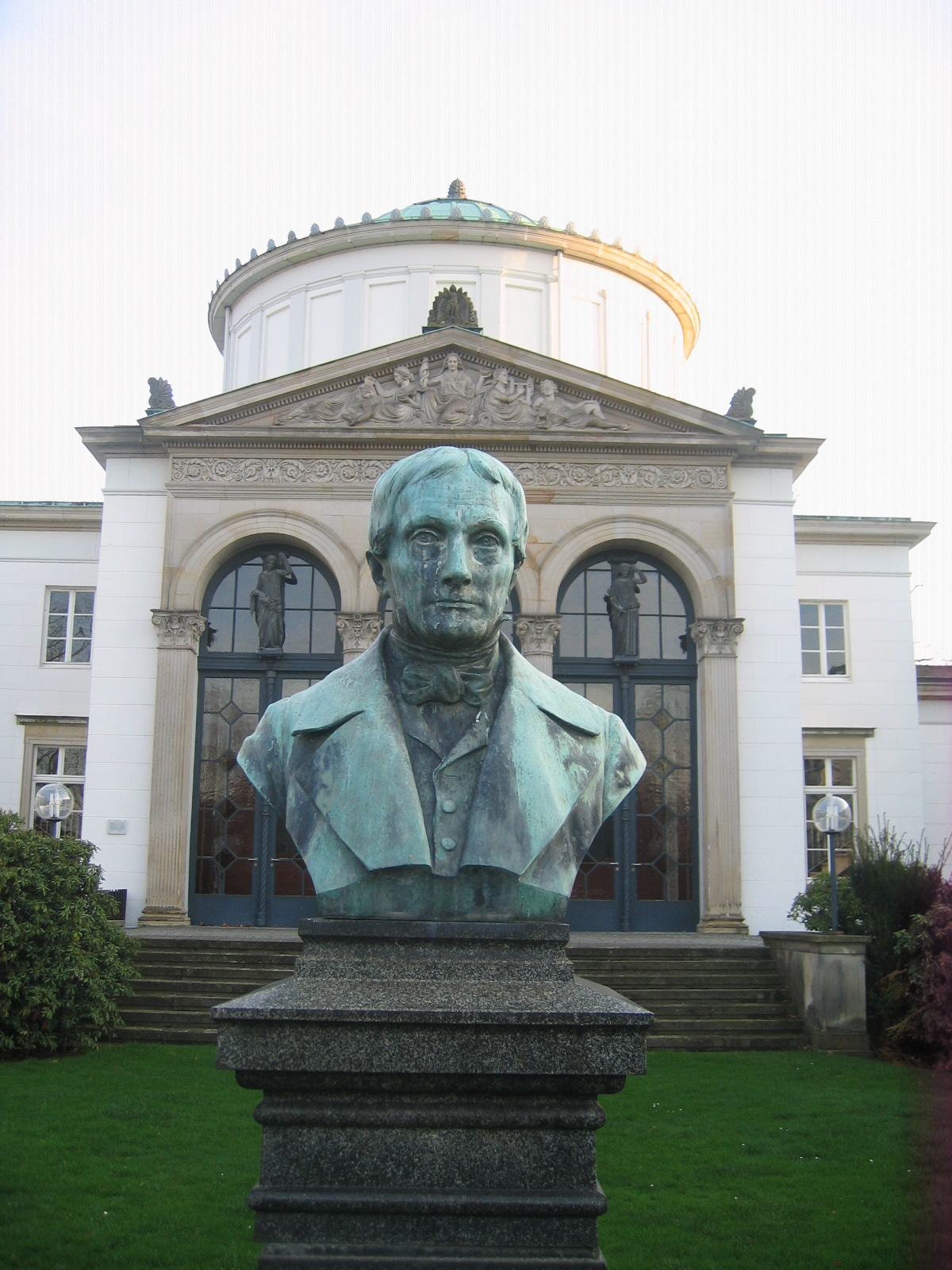
Karl Freiherr von Oeynhausen vor dem Badehaus I in Bad Oeynhausen

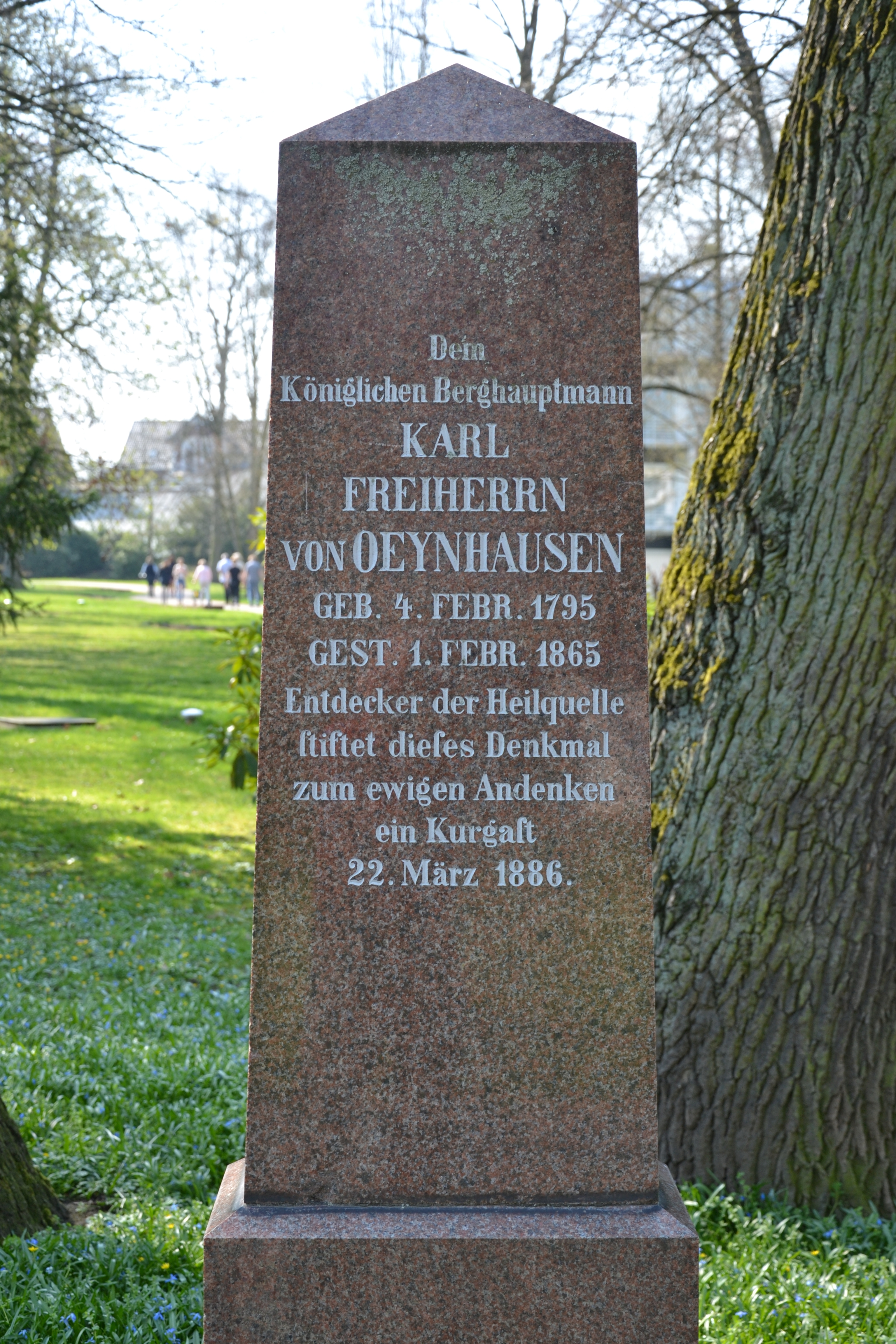
Denkmal im Bad Oeynhausener Kurpark

Karl August Ludwig Freiherr von Oeynhausen (* 4. Februar 1795 in Nieheim; † 1. Februar 1865 ebenda) war ein preußischer Berghauptmann. Nach ihm ist die Stadt Bad Oeynhausen benannt.

## Leben
Karl von Oeynhausen entstammte dem alten westfälischen Adelsgeschlecht Oeynhausen. Seine Eltern waren der hannoversche Hauptmann Friedrich von Oeynhausen (* 5. Februar 1744; † 1. März 1796), Erbherr auf Grevenburg, Nordborchen und Polhof, und dessen Ehefrau Wilhelmine von Mengersen (* 16. August 1764; † 19. März 1811).
Karl von Oeynhausen wurde mit seinem Zwillingsbruder Friedrich Adolf Ludwig am 3. Februar 1795 auf Gut Grevenburg bei Nieheim geboren. Er besuchte Gymnasien in Mannheim und Stuttgart und nahm anschließend ein Studium der Mathematik und Naturwissenschaften in Eisleben und Göttingen auf. Praktika als Bergreferendar leistete er ab 1816 in Waldenburg (Niederschlesien) und Tarnowitz (Oberschlesien) ab, das Bergassessor-Examen bestand er 1820.
Er wurde Bergreferendar in Bochum und unternahm in dieser Zeit ausgedehnte Reisen durch Deutschland, Frankreich, das Vereinigte Königreich und Belgien, auf denen er sich mit den lokalen geologischen Verhältnissen beschäftigte. Im Jahr 1824 wurde er zum Oberbergamts-Assessor ernannt.
Zwei Jahre zuvor hatte er mit dem Versuch einer geognostischen Beschreibung von Oberschlesien seine erste Publikation vorgelegt, dem bald darauf zahlreiche weitere Veröffentlichungen folgten. Aufgrund dieser Publikationen wurde er Vortragender beim preußischen Innenministerium, wo er anschließend eine Festanstellung erhielt.
Er wechselte zum Oberbergamt nach Bochum. Im Jahr 1828 wurde er in Dortmund zum Oberbergrat ernannt und wechselte in dieser Stellung 1830 nach Halle/Saale und 1831 nach Bonn, wo  er die nächsten zehn Jahre verbrachte. Im Jahre 1841 wurde er Geheimer Bergrat in der Berg-, Hütten- und Salinenverwaltung beim Finanzministerium in Berlin. Ab 1847 war er als Berghauptmann Direktor des Schlesischen Oberbergamtes in Brieg. 1855 übernahm er die Leitung des Oberbergamts Dortmund. Im Jahr 1864 erkrankte er und schied aus dem Staatsdienst aus. Karl von Oeynhausen starb am 1. Februar 1865 im Alter von 69 Jahren an seinem Geburtsort.

### Familie
Karl von Oeynhausen heiratete im Juli 1829 Caroline Gerhard, die Tochter des preußischen Oberberghauptmanns und Leiters des Berg-, Hütten- und Salinenwesens Johann Carl Ludewig Gerhard (1768–1835) und der Ernestine Friederike Scharlow. Sein Schwager war der Geologe Ernst Heinrich von Dechen.
Nach dem Tod seiner ersten Frau am 28. Juni 1830 heiratete er am 31. Oktober 1833 Dorothea Charlotte Adolphine (Dorette) von Kerssenbrock (1812–1895), die Tochter des hannoverschen Drosts zu Radolfshausen Gottlieb Friedrich Achaz von Kerssenbrock und der Luise Elisabeth Sophie von Stockhausen. Das Paar hatte die Kinder:
- Luise Friederike Sophia Josephine (* 6. April 1835)
- Friedrich Otto Gottlieb (* 20. August 1836; † 1893)
- Emilie Ernestine Anna (* 12. Februar 1838)
- Auguste Wilhelmine Ottilie (* 3. Januar 1840)
- Maria Sophia Thusnelde (* 4. Juni 1841) ⚭ 7. März 1866 Börries Carl August Hilmar von Oeynhausen (* 14. Februar 1836; † 1896) aus dem Haus Sudheim
- Anna Luise Eugenie (* 23. Oktober 1842; † 7. Oktober 1848)
- Carl Heinrich Friedrich (* 23. Mai 1844; † 30. März 1848)
- Agnes Dorothea Elisabeth (* 5. April 1847)
- Hedwig Luise Caroline (* 12. Juli 1852; † 8. Juni 1853)

## Leistungen
Karl von Oeynhausen setzte sich schon früh für den Bau der Ruhr-Sieg-Bahn ein. Als Berghauptmann in Dortmund engagierte er sich für die Ermäßigung der Eisenbahntarife, den Ausbau der Eisenbahn im Ruhrgebiet und einen Kanal zwischen Weser und Rhein.
Von Oeynhausen erfand 1834 eine nach ihm benannte Rutschschere.
Sein eigentliches Augenmerk galt aber dem Auffinden von Steinsalzvorkommen im Weserbergland, besonders um den Ort Rehme. Statt der Steinsalzvorkommen wurde dort aber eine artesische Quelle entdeckt. Karl von Oeynhausen trieb nun die Entwicklung des Ortes zu einem Solebad voran. Er erwarb Ländereien, auf denen er Badehäuser und Parkanlagen bauen ließ. Als Belohnung für diese Auszeichnungen wurde der Ort 1848 von Bad Rehme in Bad Oeynhausen umbenannt.

## Auszeichnungen
- Ehrendoktorwürde der Philosophischen Fakultät der Friedrich-Wilhelm-Universität Berlin (1860).
- Roter Adlerorden 2. Klasse mit Eichenlaub (1864)[2]